# Lézigneux
Lézigneux é uma comuna francesa na região administrativa de Auvérnia-Ródano-Alpes, no departamento de Loire. Estende-se por uma área de 15,04 km². Em 2010 a comuna tinha 1 783 habitantes (densidade: 118,6 hab./km²).